# Arkeszilaosz (szobrász)
Arkeszilaosz (Kr. e. 1. század közepe) görög szobrász.
Dél-Itáliában, Tarentumban élt és alkotott, a késő hellenisztikus szobrászok jelentős képviselője volt, aki fontos szerepet töltött be a görög művészet közvetítése révén a klasszicista római művészet alakulásában. Divatos művész volt, népszerű témákat választott alkotásai témájául, ezért számos római előkelőség rendelt nála szobrokat, erről ifjabb Plinius számolt be. Például Marcus Terentius Varro tulajdonában volt a Nőstényoroszlánnal játszó Cupidók, Caius Asinius Pollióéban pedig a Nimfákat vivő kentaurok című szobra.